# Meleoma schwarzi
Meleoma schwarzi är en insektsart som först beskrevs av Banks 1903.  Meleoma schwarzi ingår i släktet Meleoma och familjen guldögonsländor. Inga underarter finns listade i Catalogue of Life.